# 海老根宏
海老根 宏（えびね ひろし、1936年4月19日 - ）は、日本の英文学者、翻訳家。
東京大学名誉教授。
19世紀英国小説を専門とし、トマス・ハーディなどを研究、またノースロップ・フライの理論の紹介にも努めた。

## 略歴
都立日比谷高校卒業、1959年東京大学教養学部教養学科イギリス分科卒業。1962年、東京大学大学院人文科学研究科英文学専攻修士課程修了、大阪大学教養部講師、1967年助教授、1966年シカゴ大学修士課程修了、1969年東京大学教養学部助教授、1979年東京大学文学部助教授、1988年教授、1996年定年退官、東洋大学教授。
1992年から1996年まで日本英文学会会長。ほかに、日本ブロンテ協会会長、日本ジョージ・エリオット協会会長などを歴任。
妻は英文学者・お茶の水女子大学名誉教授の海老根静江（1937 - 、父は数学者・平野幸太郎）。
父は商工省官僚の海老根駿（1908 - ）。

## 著書
- 『英国一九世紀小説の光景　海老根宏文学論集』（音羽書房鶴見書店） 2022

### 共編著
- 『ジョージ・エリオットの時空 小説の再評価』（内田能嗣、北星堂書店） 2000
- 『20世紀英語文学辞典』（上田和夫・渡辺利雄共編、研究社） 2005
- 『一九世紀「英国」小説の展開』（高橋和久共編著、松柏社） 2014

## 翻訳
- 『現代文化の100年』（ノースロップ・フライ、音羽書房） 1971
- 『トルストイと小説』（ジョン・ベイリー、研究社出版） 1973
- 『救われざる者たち』（デイヴィッド・ストーリー、橋口稔共訳、集英社） 1979
- 『チェルシー連続殺人』（ライオネル・デヴィッドソン、集英社） 1979、のち集英社文庫 1982
- 『批評の解剖』（フライ、出淵博, 山内久明, 中村健二共訳、法政大学出版局） 1980
- 『物語について』（W・J・T・ミッチェル、新妻昭彦, 林完枝, 原田大介, 野崎次郎, 虎岩直子共訳、平凡社） 1987
- 『アンティゴネーの変貌』（ジョージ・スタイナー、山本史郎共訳、みすず書房） 1989
- 『教授』（シャーロット・ブロンテ、みすず書房、ブロンテ全集1） 1995
- 『物語と歴史』（ヘイドン・ホワイト、原田大介共訳、<リキエスタ>の会） 2001
- 『十七世紀英詩の鉱脈 珠玉を発掘する』（中央大学出版部、中央大学人文科学研究所翻訳叢書） 2015

秋山嘉, 兼武道子, 笹川浩, 安斎恵子, 石原直美, 金子雄司, 上坪正徳, 坂川雅子, 清水ちか子, 土屋繁子, 森松健介共訳

## 参考
- 『人事興信録』 1995年 「海老根駿」の項